# طواف تركيا 2012
طواف تركيا 2012 هو سباق دراجات هوائية أقيم بتاريخ 22 أبريل–29 أبريل، تكون السباق من 8 مراحل وامتدّ لمسافة 1174 كم بسرعة 40.72 كم/س، استغرق السباق 28 ساعة 48 دقيقة 10 ثانية.